# Рейніш Світлана Михайлівна
Світла́на Миха́йлівна Ре́йніш (нар. 18 вересня 1987, Київ) — українська медіа-художниця, режисерка, аніматор, артистка, віджейка, відома як VJ Reinish. Лауреат Міжнародного конкурсу відеопоезії «CYCLOP» (2011).

## Загальні відомості
2005—2009 — навчалась у Національній академії образотворчого мистецтва і архітектури.
2007—2008 — пройшла підготовку фахівців у галузі телебачення і телевиробництва за фахом оператор.
Працювала асистентом режисера на телебаченні (ТЕТ, Новий канал, CITI).
Займається відео-артом, живописом, графіті, лендартом, виконує інсталяції, поєднує відео з музикою, віршами, театральними постановками, знімає відеопоезії. Бере участь у художніх виставках.
Знімає музичні відеокліпи, здійснює відеосупровід до вистав та виступів музикантів: «QUOR» (Сан-Дієго), «Femina-X» (Сан-Антоніо, США), «Panivalkova», MARU, O.Torvald (Україна), Bloom Twins (Велика Британія), як віджей виступає з «живими» візуалізаціями концертів музичних гуртів «Miles Babies» та «Ptakh Jung».
Відома як VJ Reinish.
Член журі міжнародного фестивалю відеопоезії CYCLOP, який з 2016 року став бієнале. Незмінна учасниця ГогольФестів.

## Роботи
- Відео-арт до медіавистави «il Caprese: листи Коцюбинського з острова Капрі» (у рамках програми «Культурна дипломатія між регіонами України» цю виставу побачили у Вінниці на фестивалі «Intermezzo», згодом — у Києві, Маріуполі, Львові, Сєверодонецьку, Одесі, Миколаєві та Херсоні)[12]
- Відеопоема «Je tombe» (спільна робота з Оленою Семак була представлена на фестивалях в Канаді[13] й Ірландії)[2][14]
- Мультимедійна інсталяція «Відродження світла» (світлове шоу на будинку Києва, Kyiv Lights Festival)[15][16]
- Відеокліп для латинського альтернативного гурту «Femina-X» (США) — анімація пісні «Inka» з альбому «Multiverse»[17]
- 3D-мапінг «The Hunt» для «Festival Visual Brasil 2017»[18]
- Артдизайн і анімація офіційного альбому «Raising the dead» гурту «QUOR» (США)[3]
- Візуальна програма офіційного альбому «Black Period» гурту «Ptakh Jung»[19]

## Визнання
- 2011 — Лауреат Міжнародного конкурсу відеопоезії «CYCLOP» — (перше місце, відеоробота під назвою «Старина» (рос.))[20][1]
- 2016 — Друге місце на турнірі з дизайну сценічного світла та відео «LVSdesign-2016» — за світлове шоу
- 2017 — Друге місце на Міжнародному фестивалі світла та медіа-мистецтва (Kyiv Lights Festival) — 3D мапінг «Вечірка воронів»[21]
- 2018 — Фіналіст міжнародного конкурсу «1minute Projection Mapping in Huis Ten Bosch» (3D мапінг палацу «Гейс-тен-Бос») (Японія)[22]

|                     |
| Song Bird (Kharkiv) |

|                  |
| Song Bird (Kyiv) |

|                      |
| Murmures de l'infini |